# 円能
円能（えんのう、生没年不詳）は、平安時代中期の僧侶、陰陽師（法師陰陽師と呼ばれる）。

## 略歴
越前守・源為文（源方理室の父）の元に仕えていた 。
寛弘6年（1009年）2月、『政事要略』によると藤原道長、藤原彰子、敦成親王らを呪詛するために藤原定子の叔母にあたる高階光子や源方理が厭符の製作を円能に依頼した。円能は捉えられ左近馬場に喚問された 。後に赦免で方理の復位と共に監禁を解かれた。